# Chefpilot
Ein Chefpilot ist ein ausgebildeter Luftfahrzeugführer, dem über seine Pilotentätigkeit hinaus Fach- und Führungsaufgaben in der Organisation des Flugbetriebs in einem zivilen oder militärischen Luftfahrt-Betrieb übertragen worden sind, z. B. in einer Fluggesellschaft oder bei der Luftwaffe. Meist handelt es sich um sehr erfahrene Flugkapitäne oder Kampfpiloten.

## Chefpilot in einer Fluggesellschaft
Im Geschäftsbetrieb einer Fluggesellschaft ist in der Regel ein Flugkapitän Leiter des Flugbetriebs und disziplinarischer sowie organisatorischer Vorgesetzter des bei der Fluggesellschaft beschäftigten Flugpersonals. Es kann jedoch in einer Fluggesellschaft üblich sein, dass ihm neben den Piloten (gegebenenfalls auch Flugbegleitern) zusätzlich das unmittelbar mit dem Flugbetrieb befasste Bodenpersonal unterstellt ist (z. B. Flight Dispatcher der Fluggesellschaft). In dieser Chefpiloten-Funktion ist er unter anderem Beurteiler der ihm unterstellten Mitarbeiter. Auch kann die Funktion eines Aus- und Fortbildungsbeauftragten für den Bereich Flugtraining zu den Aufgaben eines Chefpiloten gehören, wobei die Funktion eines Checkkapitäns einer durch das Luftfahrt-Bundesamt zu vergebenden Prüferberechtigung bedarf. Im Unterschied zur Luftwaffe (Trennung von militärischen und zivilen Aufgaben und Funktionen) kann dem Chefpiloten einer zivilen Fluggesellschaft zusätzlich die Funktion eines Flottenchefs übertragen werden. Je nachdem, ob es sich um eine Fluggesellschaft mit nur einem Flugzeugmuster oder eine Fluggesellschaft mit unterschiedlichen Flugzeugmustern handelt, kann es in einer Fluggesellschaft üblich sein, die Funktion eines Flottenchefs mehreren Piloten zu übertragen, wobei diese Mitarbeiter jeweils nur für bestimmte Flugzeugmuster der jeweiligen Fluggesellschaft zuständig und in der Regel dem Chefpiloten als übergeordnetem Flottenchef zugeordnet sind. Der Chefpilot ist der Geschäftsführung der Fluggesellschaft gegenüber berichtspflichtig. In einigen Fluggesellschaften gehört der Chefpilot zum Vorstand.

## Unterschiedliches Verständnis des Begriffs Chefpilot
Umgangssprachlich wird der Begriff Chefpilot oftmals mit der ungeschützten Berufsbezeichnung „Flugkapitän“ verwechselt bzw. sachlich unzutreffend gleichgesetzt. Dieses Missverständnis geht auf den Umstand zurück, dass ein diensthabender Flugkapitän an Bord eines Passagierflugzeugs als Inhaber der Bordgewalt während des Flugs vorübergehend Fachvorgesetzter sowohl der anderen Mitglieder der Flugbesatzung (Kopiloten, Flugingenieure) als auch etwaiger Flugbegleiter ist.

## Aufgaben eines Flottenchefs
Ein Flottenchef ist für den technisch und luftahrtrechtlich einwandfreien Zustand einer Flugzeugflotte oder eines auf bestimmte Flugzeugtypen bezogenen Teils davon verantwortlich. Meist gehört auch die technische Verbesserung und Weiterentwicklung der Flotte zu den Aufgaben eines Flottenchefs. Zu seinen weiteren Aufgaben gehört die Abnahme von neu eingekauften oder geleasten Flugzeugen. Diese Abnahme bedeutet im rechtlichen Sinne, dass das an die Fluggesellschaft übergebene Flugzeug als beanstandungsfrei übernommen wurde, so dass gegenüber dem Flugzeughersteller bzw. der Leasingfirma keine Erfüllungsansprüche mehr, sondern nur noch Garantie- und Gewährleistungsansprüche im Falle eines nachträglich auftretenden Mangels bestehen. Zudem ist der Flottenchef meist erster Ansprechpartner der Fluggesellschaft für das Luftfahrt-Bundesamt oder die Europäische Agentur für Flugsicherheit (EASA).

## Einer größeren Öffentlichkeit bekannte Chefpiloten
- Rudolf Mayr
- Koene Dirk Parmentier
- Dieter F. Uchtdorf
- Werner Utter